# Thomas Darnstädt
Thomas Darnstädt (* 1949 in Goslar) ist ein deutscher Jurist, Journalist und Autor mit den Schwerpunkten Polizeirecht, Bürgerrechte und internationales Recht.

## Leben
Darnstädt wurde 1949 als Sohn der Schriftstellerin Helge Darnstädt und des Journalisten und Dramaturgen Hans R. Darnstädt geboren. Er hat zwei Brüder, darunter den Drehbuchautor Christoph Darnstädt.
Thomas Darnstädt studierte Rechtswissenschaften an der Johann Wolfgang Goethe-Universität Frankfurt am Main und promovierte zum Dr. jur. (Gefahrenabwehr und Gefahrenvorsorge: eine Untersuchung über Struktur und Bedeutung der Prognosetatbestände im Recht der öffentlichen Sicherheit und Ordnung). Das zweite Staatsexamen legte er 1984 ab. Seither ist er als Redakteur für den Spiegel tätig, wo er einige Jahre das Ressort Deutsche Politik leitete. Als Autor veröffentlichte er Bücher zu Themen wie dem Polizeistaat, Justizirrtümern und dem Nürnberger Prozess gegen die Hauptkriegsverbrecher.
Darnstädt lebt mit seiner Familie in Hamburg.

## Positionen
In seinem 2009 erschienenen Buch Der globale Polizeistaat: Terrorangst, Sicherheitswahn und das Ende unserer Freiheiten positioniert sich Darnstädt gegen einen rasanten Ausbau des weltweiten Sicherheitsapparats. Maßnahmen wie Antiterrordatei, Lauschangriff, Online-Durchsuchung, biometrische Passregister und Speicherung von Flugdaten stießen „an die Grenzen des Rechtsstaates“, jeder Bürger werde unter Generalverdacht gestellt. Der Anti-Terror-Kampf gehe so stark zulasten der Menschenrechte, dass die Menschen am Ende ohne Rechte „im Dunkel des Mittelalters“ stünden.
In seinem 2013 erschienenen Buch Der Richter und sein Opfer: Wenn die Justiz sich irrt warnt Darnstädt davor, dass jeder unbescholtene Bürger in kürzester Zeit zu einem verurteilten Verbrecher werden könne. Ursache hierfür seien systemimmanente Fehler, beispielsweise hoher Druck auf Polizei und Staatsanwaltschaft, öffentlich einen Täter zu präsentieren. Auch manche Richter seien derartig verbissen auf der Suche nach der Wahrheit, dass sie sich die Realität zurechtlegten, wie sie gerade passt. Falsche Zeugenaussagen und Geständnisse würden oft nicht als solche erkannt, besonders weniger intelligente Beschuldigte neigten dazu, sich mit falschem Geständnis eines als unerträglich empfundenen Vernehmungsdrucks zu entledigen. Dass diese und andere Erkenntnisse der Psychologie nicht zur Juristenausbildung gehörten, verschärfe das Problem der Selbstüberschätzung von Richtern.
Zur Vorbeugung von Fehlurteilen schlägt Darnstädt unter anderem eine Modernisierung von Zeugenvernehmungen vor. Eine vollständige Ton-Bild-Dokumentation wie in Großbritannien würde den Missstand beheben, dass Zeugenaussagen unter den Händen der Ermittler gerundet und damit resistent gegen Angriffe der Verteidigung gemacht werden.

## Schriften (Auswahl)
- Gefahrenabwehr und Gefahrenvorsorge: eine Untersuchung über Struktur und Bedeutung der Prognosetatbestände im Recht der öffentlichen Sicherheit und Ordnung. Frankfurt am Main: Metzner 1983. ISBN 978-3-7875-5310-5 (Dissertation)
- Die Konsensfalle. DVA, München 2004; überarbeitet als: Konsens ist Nonsens. Wie die Republik wieder regierbar wird. DTV, München 2006, ISBN 978-3-423-34278-0.
- Der globale Polizeistaat. Terrorangst, Sicherheitswahn und das Ende unserer Freiheiten. DVA, München 2009; als Taschenbuch: Goldmann, München 2010, ISBN 978-3-442-12999-7.
- Der Richter und sein Opfer. Wenn die Justiz sich irrt. Piper, München 2013, ISBN 978-3-492-05558-1.
- Nürnberg. Menschheitsverbrechen vor Gericht 1945. Piper, München 2015, ISBN 978-3-492-05684-7.
- Verschlusssache Karlsruhe. Die internen Akten des Bundesverfassungsgerichts. Piper, München 2018, ISBN 978-3-492-05875-9.